# 大谷彩夏
大谷彩夏（日语：／ Otani Ayaka，1995年9月3日—），日本前年少偶像、前寫真偶像。於埼玉縣出身。

## 生平
2009年3月，大谷彩夏前往千葉縣進行拍攝工作，以此在9月發表寫真DVD《初次見面》（はじめまして）。她在當中以身穿各類泳裝的姿態上鏡。2010年2月，她跟三花愛良、高岡未來等偶像一起出演的寫真DVD《心跳不已情人節大作戰 陷入熱戀的8名少女》（ドキドキ・バレンタイン大作戦 恋する女子８人）開售。6月，她發表作品《波洛星☆任務開始♪》（ぽろりん星☆からみっしょん開始♪），觀眾能從中觀賞她扮演成各種動漫人物的姿態，比如初音未來和《新世紀福音戰士》的惣流·明日香·蘭格雷。
2011年11月，她的寫真DVD《彩色》（彩カラー）面世。這部作品收錄了身穿免女郎裝的大谷。2013年1月，她在網誌上宣佈自己從寫真界畢業，改專注於其他藝能活動。

## 外部連結
- 大谷彩夏的Ameblo網誌（舊） （页面存档备份，存于）（日語）
- 大谷彩夏的Ameblo網誌（新） （页面存档备份，存于）（日語）